# Dulcza (potok)
Dulcza – potok, lewy dopływ Wisłoki o długości 18 560 m. Płynie z zachodu na wschód. Zgodnie z systemem typologii wód powierzchniowych sklasyfikowany jako potok wyżynny węglanowy z substratem drobnoziarnistym na
lessach i lessopodobnych (typ 6 cieku).
Swoje źródła ma w Zalasowej w województwie małopolskim. Przepływa przez Łęki Górne, Łęki Dolne oraz Pilzno; wpada do Wisłoki za miastem, powyżej mostu w ciągu drogi krajowej nr 94.
Dulcza stanowi jednolitą część wód (JCW) o kodzie PLRW2000621869. Została uwzględniona w Ocenie jakości wód rzeki Wisłoki z roku 2005, w ocenie zagrożenia nieosiągnięcia dobrego stanu wód w 2015 r. sklasyfikowano ją jako potencjalnie zagrożoną.